# Can You Forgive Her?
«Can You Forgive Her?» (с англ. — «Сможешь ли ты её простить?») — песня британской поп-группы Pet Shop Boys, вышедшая на их сингле 31 мая 1993 года. «Can You Forgive Her?» был первым синглом с альбома «Very», он достиг 7-го места в Британии.

## Клип
Это один из лучших и самых популярных видеоклипов группы. Теннант и Лоу были одеты в оранжевые костюмы, на их головы надеты гигантские полосатые колпаки. Также в клипе была использована передовая на то время трёхмерная компьютерная графика.

## Список композиций

### 7" (Parlophone R 6348)
A. «Can You Forgive Her?» (3:56)
B. «Hey, Headmaster» (3:06)

### CD5 1 (Parlophone 7243-8-80638-2 1)
1. «Can You Forgive Her?» (3:56)
2. «Hey, Headmaster» (3:06)
3. «Can You Forgive Her?» (Rollo Remix)
4. «Can You Forgive Her?» (Rollo Dub)

### CD5 2 (Parlophone 7243-8-80639-2 0)
1. «Can You Forgive Her?» (MK Remix) (7:26)
2. «I Want To Wake Up» (1993 Remix) (5:25)
3.« What Keeps Mankind Alive?» (3:24)
4. «Can You Forgive Her?» (MK Dub) (5:53)

## Высшие позиции в чартах

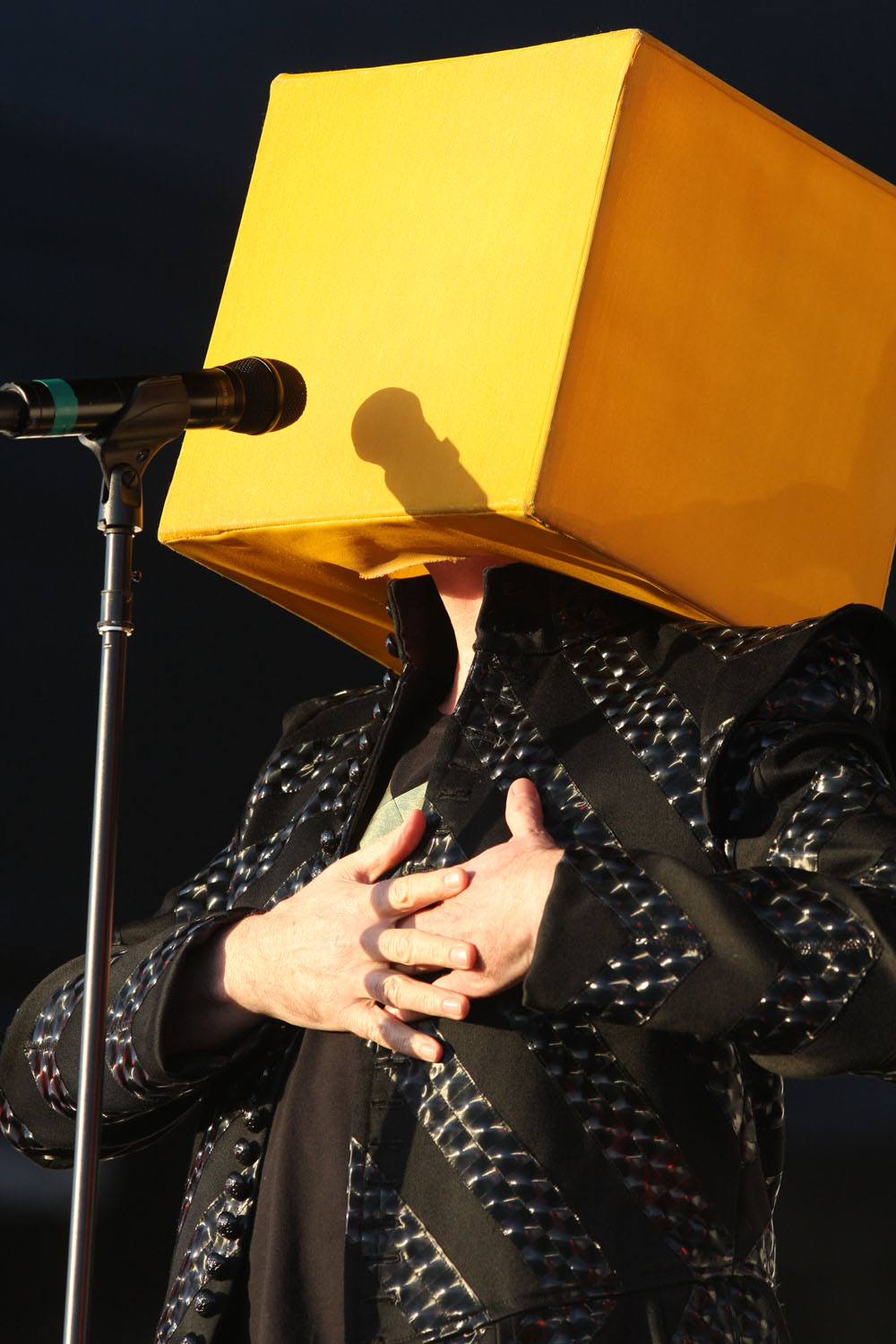
Исполнение «Can You Forgive Her?» на Sydney Resolution Concert, 2011 год

| Страна, чарт                              | Высшая позиция |
| ----------------------------------------- | -------------- |
| Великобритания                            | 7              |
| Италия                                    | 8              |
| Швеция                                    | 9              |
| Ирландия                                  | 13             |
| Австралия                                 | 17             |
| Германия                                  | 17             |
| Австрия                                   | 18             |
| Швейцария                                 | 19             |
| Нидерланды                                | 28             |
| США (чарт Bubbling Under Hot 100 Singles) | 9              |
| США (чарт Hot Dance Club Play)            | 1              |
| MTV European Top 20                       | 4              |